# Kolbodtjärnen, Härjedalen
Kolbodtjärnen är en sjö i Härjedalens kommun i Härjedalen och ingår i Ljusnans huvudavrinningsområde. Sjön har en area på 0,0679 kvadratkilometer och ligger 499,3 meter över havet.

## Delavrinningsområde
Kolbodtjärnen ingår i det delavrinningsområde (687615-140644) som SMHI kallar för Mynnar i Låddan. Medelhöjden är 506 meter över havet och ytan är 4,5 kvadratkilometer. Det finns ett avrinningsområde uppströms, och räknas det in blir den ackumulerade arean 7,54 kvadratkilometer. Vattendraget som avvattnar avrinningsområdet har biflödesordning 4, vilket innebär att vattnet flödar genom totalt 4 vattendrag innan det når havet efter 273 kilometer. Avrinningsområdet består mestadels av skog (62 procent) och sankmarker (29 procent). Avrinningsområdet har 0,07 kvadratkilometer vattenytor vilket ger det en sjöprocent på 1,5 procent.